# Żmijogłów paskowany
Żmijogłów paskowany, żmijogłów indyjski, żmijogłów pręgowany (Channa striata) – gatunek słodkowodnej, drapieżnej ryby okoniokształtnej z rodziny żmijogłowowatych (Channidae). Poławiana gospodarczo i w wędkarstwie, prezentowana w akwariach publicznych.

## Występowanie
Od Pakistanu do Tajlandii i południowych Chin. Gatunek introdukowany w wielu krajach.

## Opis
Jeden z największych (po Channa marulius i Channa micropeltes) gatunków w rodzinie żmijogłowów. W naturze dorasta do 100 cm długości, osiągając masę ciała ok. 3 kg. Żywi się głównie rybami, żabami, wężami i owadami.
W literaturze oraz serwisach akwarystycznych spotykane są opisy tego gatunku jako ryby akwariowej. Podobnie jak jego więksi krewni, Channa striata jest rybą szybko rosnącą i bardzo drapieżną. Specjaliści ostrzegają, że ryby tej nie należy trzymać z innymi gatunkami.